# Trädgårdshallen

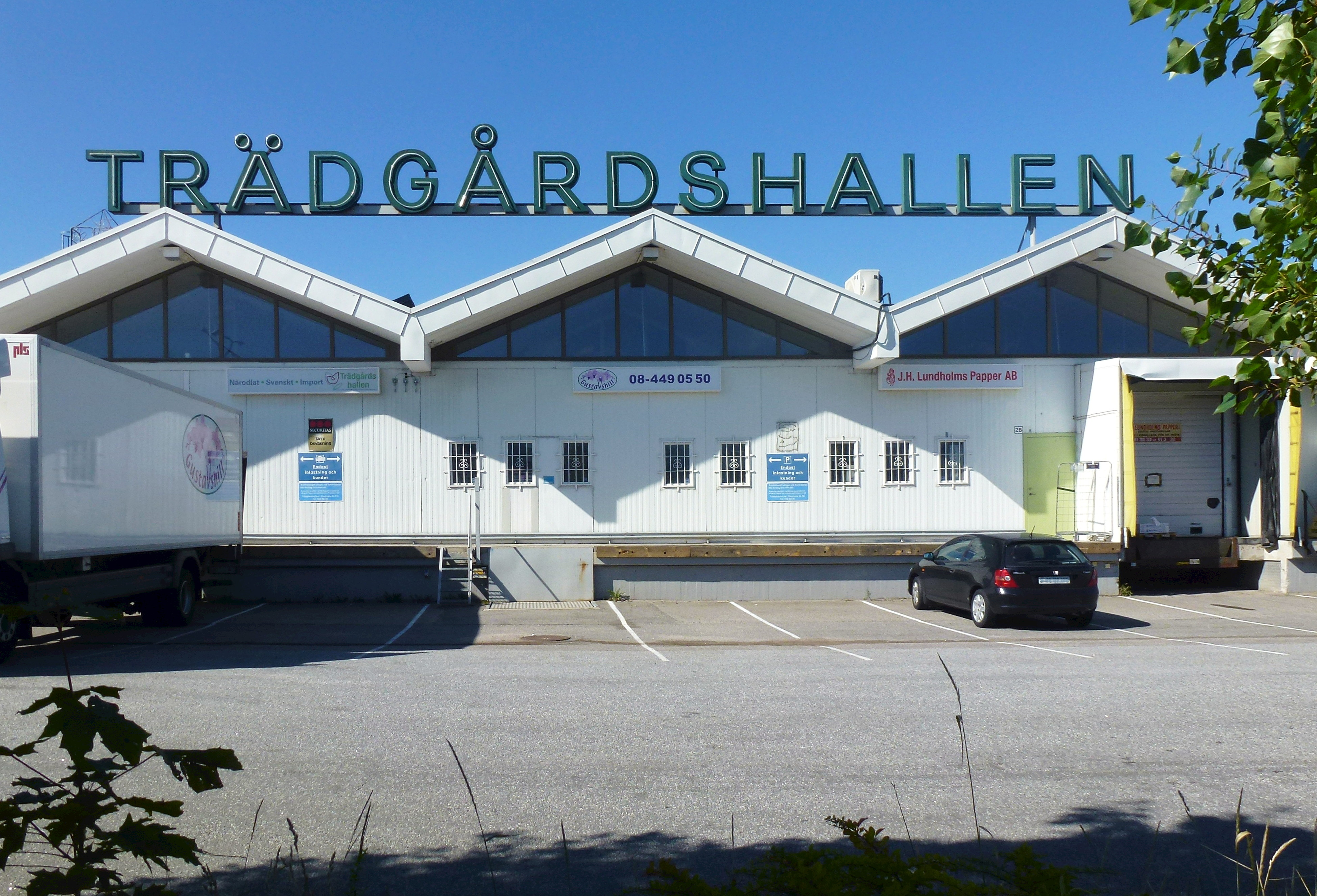
Trädgårdshallen i september 2014.

Trädgårdshallen ligger mellan Partihandlarvägen och Åbyvägen på Årsta partihallar i stadsdelen Årsta i södra Stockholm. Hallen invigdes 1962 och var då den första färdigställda byggnaden på området. Huset med sitt karakteristiska veckade tak har blivit ett tydligt inslag i stadsbilden kring Årstafältet. Fastigheten är "grönklassad" av Stockholms stadsmuseum, vilket innebär "bebyggelse som är särskilt värdefull från historisk, kulturhistorisk, miljömässig eller konstnärlig synpunkt". Idag är Trädgårdshallen Sveriges största marknadsplats för partihandel med prydnadsväxter.

## Bakgrund

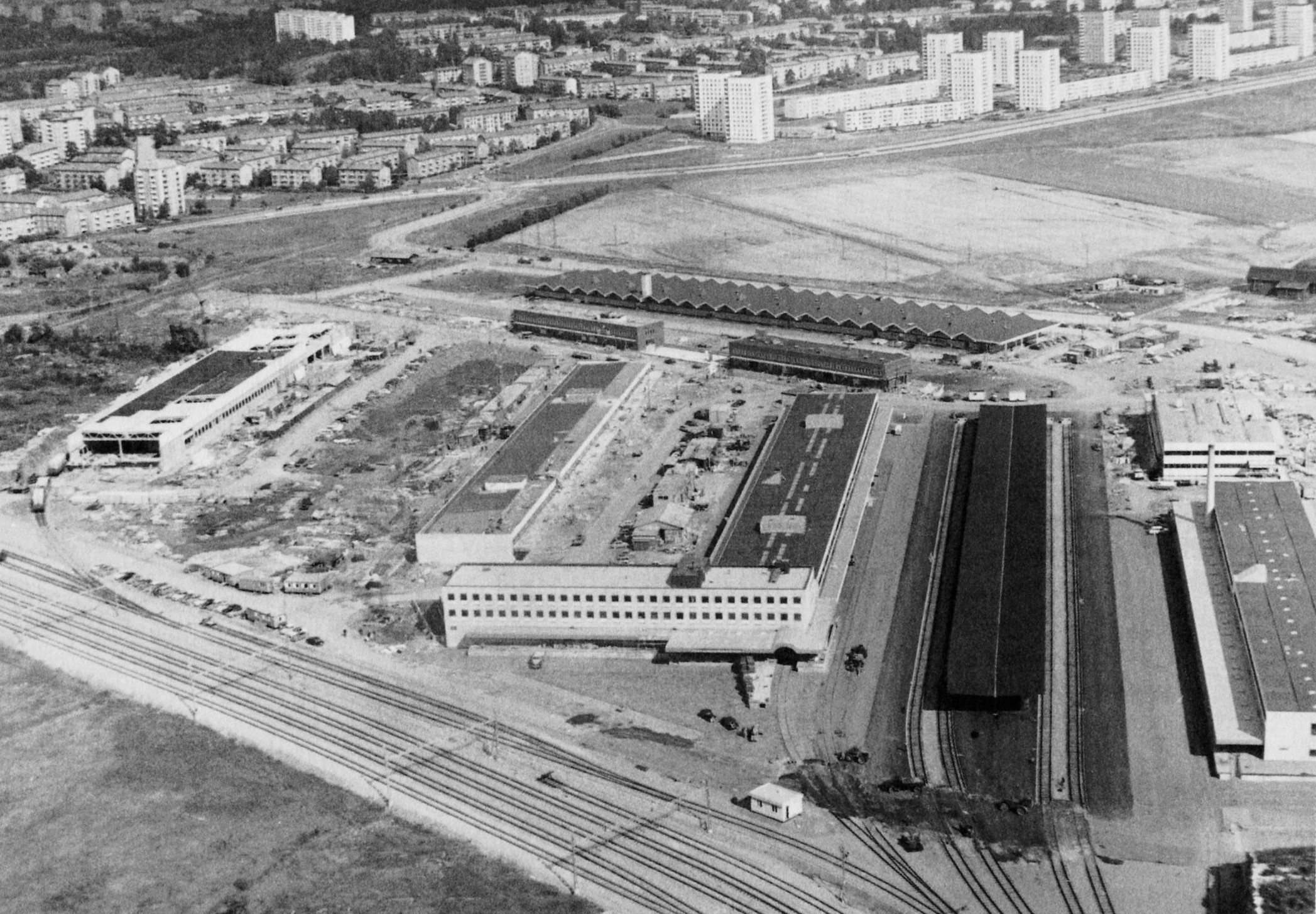
Trädgårdshallen (längst bort), 1962.

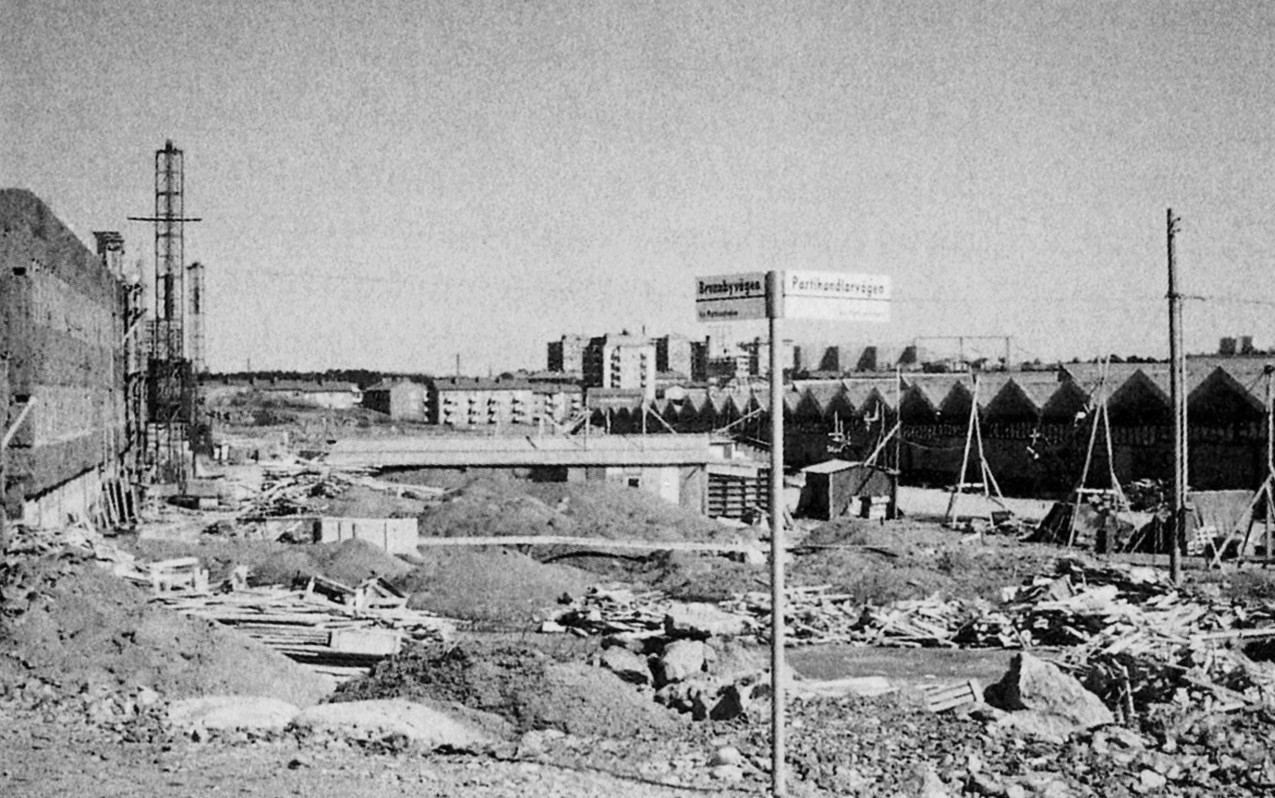
Byggarbeten på Partihandlarvägen (Trädgårdshallen till höger), 1962.

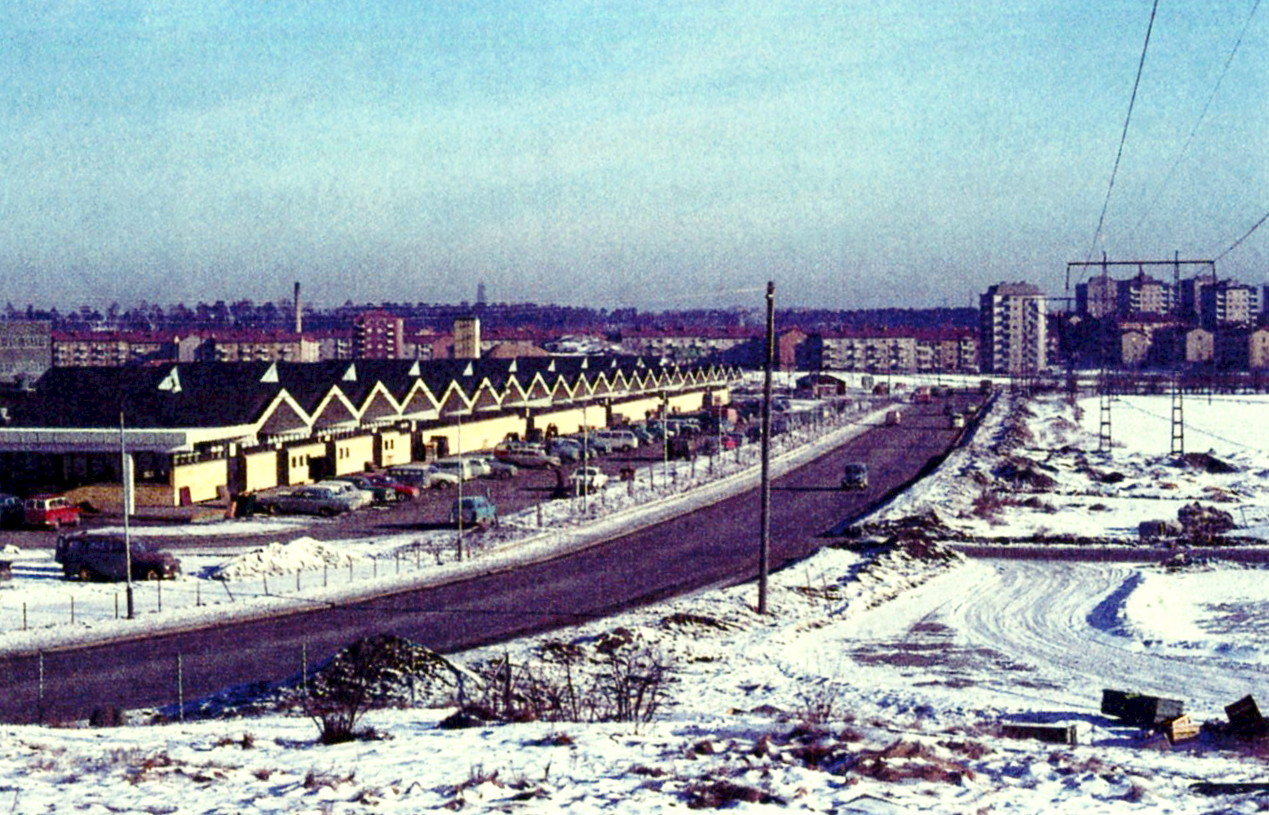
Trädgårdshallen mot Åbyvägen, 1962.

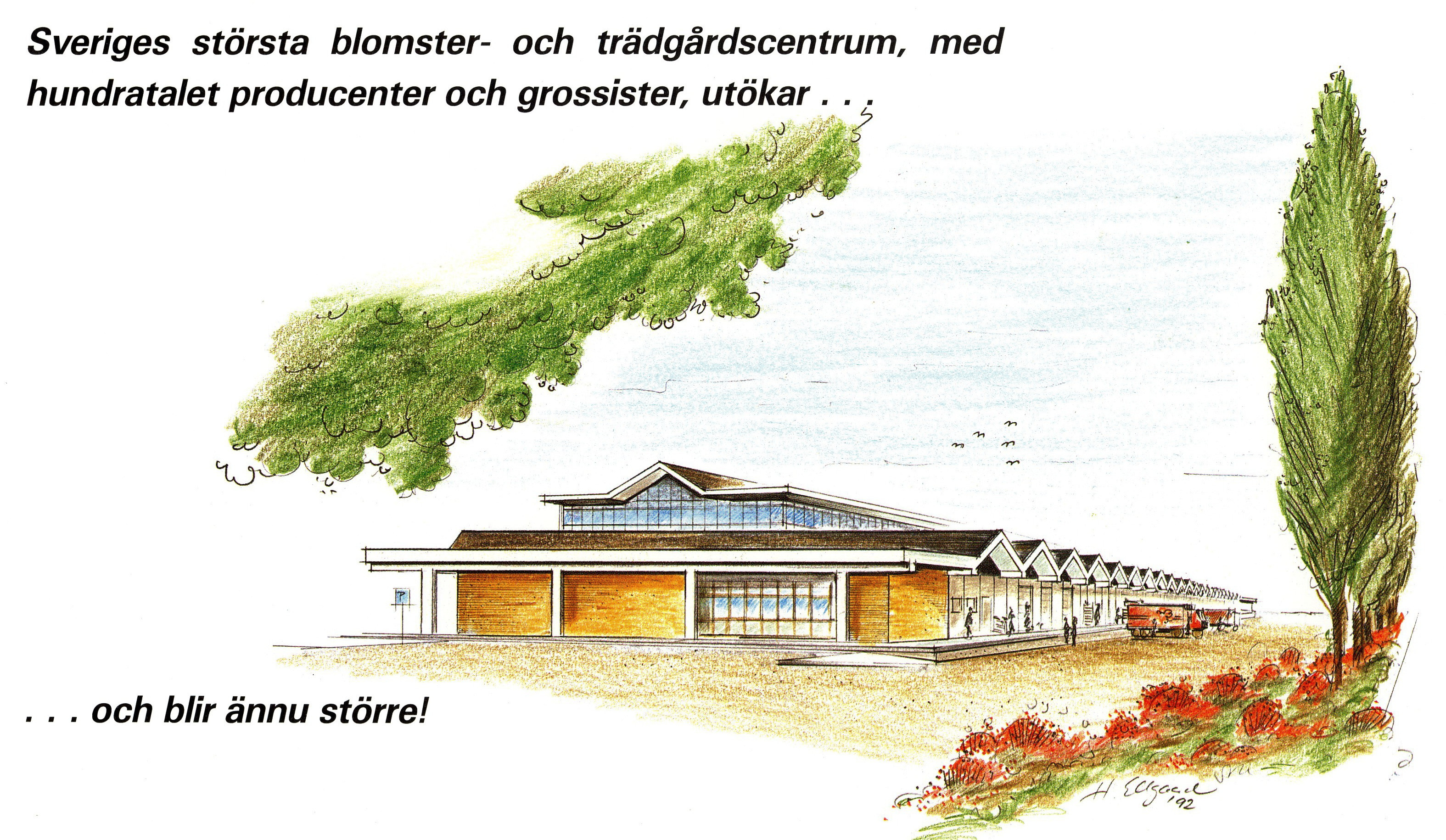
Förslag till påbyggnad av hallen som aldrig genomfördes, 1992.

I början på 1950-talet hade Storstockholm 765 handelsträdgårdar.  En stor del av deras produkter salufördes sedan 1930-talet i Klarahallen i centrala Stockholm. År 1952 tillsattes en partihandelskommitté som fem år senare hade bestämt sig för att etablera ett nytt partihandelsområde som skulle ersätta Klarahallen. Den nya anläggningen skulle placeras i stadsdelen Östberga, söder om Stockholms innerstad. Under 1957 lade arkitekt Åke Ahlström på stadsbyggnadskontoret fram ett förslag till stadsplan för detta område, markytan kom att uppgå till cirka 197 000 m². 
Arkeologiska utgrävningar 1958-59 försenade projektet. Under utgrävningarna hittades bland annat en skålgropssten (numera uppställd utanför Fiskhallen 2 mittemot Trädgårdshallen). Mellan 1958 och 1962 började en omfattande planering och byggverksamhet av området. Enligt en principskiss över området från 1958 planerades på Trädgårdshallens fastighet (Producenten 1) fyra fristående byggnader för handel med frukt och grönt. Så blev det dock inte. Istället blev det en enda lång hall som uppfördes åren 1961-1962 och som var då första byggnad på Årsta partihallar.

## Byggnad
Huset placerades längst i norr på det då ny exploaterade område. På ett flygfotografi från försommaren 1962 syns den färdigställda byggnaden medan resten av området fortfarande är en stor byggarbetsplats.
Den långsmala fastigheten ligger mellan Åbyvägen och Partihandlarvägen. Byggnaden ritades av arkitekt Elmer Husman och konstruerades av Englunds projekteringsbyrå. Grundläggningen var besvärlig, den södra delen av byggnaden är grundlagd på berg medan den norra står på pålar. Huset har en källarvåning och en bottenvåning. Bottenvåningen täcks av ett karakteristiskt, långt utkragande sågtandat tak med inglasade gavelspetsar.
Taket består av lättbetongplank och bärs upp av en pelare- och balkkonstruktion med nio meter pelardelning. På vartannat ”veck” anordnades ett dagsljusinsläpp. Taket skulle föra tanken till ett ”lätt tälttak” som spänner över en öppen marknadsplats. Hallen är 216 meter lång i nord-sydlig riktning och drygt 30 meter bred, vilket gav en yta av cirka 6 000 m² per plan. Bottenvåningens golv lutar från söder till norr med hela två meter, detta för att följa markens lutning och samtidigt undvika trappsteg inom hallen. På grund av hallens stora längd uppfattas lutningen knappt. Fasaderna utgörs idag av gult murtegel på kortsidorna, betongelement på långsidan mot väst och sandwichelement av plåt på långsidan mot öst. Ursprungligen var även långsidornas fasader uppförda i gult tegel.
I bottenvåningen anordnades själva marknadsplatsen och hallkontoret, medan källaren innehöll bland annat panncentral, personalrum, toaletter och parkeringsplatser. Källaren kan nås via hissar och trappor, samt med lägre fordon via ramper i vardera änden. För att underlätta transporter mellan bottenvåningen och källaren tillkom även en rullramp.

## Ombyggnader
Trädgårdshallen byggdes om och till ett flertal gånger under årens gång i syfte att modernisera verksamheten. Mellan 1988 och 1990 genomgick hallen en komplett upprustning som även utökade byggnadens yta med knappt 1 000 m² och tillät tidsenlig, klimatskyddad lastning och lossning av varor. I november 1990 återinvigdes hallen.
I början av 1990-talet utarbetades ett långtgående förslag för en påbyggnad av hallen med en andra våning som skulle tillföra verksamheten ytterligare 3 000 m². Föreslaget utformades av arkitekten Holger Ellgaard på FJ-Konsult, och innebar att husets karakteristiska utseende inte skulle förändras nämnvärt. Projektet blev dock aldrig förverkligat.

## Byggnadshistorisk värdering
I en värdering av Stockholms stadsmuseum år 2008 bedömdes Trädgårdshallen vara av särskilt stort samhällshistoriskt intresse med stora arkitektoniska och arkitekturhistoriska värden. Byggnaden "kom med sin grundvolym och med sitt fasadmaterial bli en förebild för de efterföljande husen i området" och att "anläggningen fått mycket stora stadsbildsmässiga värden".

## Verksamhet
Ursprungligen fick över 300 lokala producenter av blommor och grönsaker plats i den nybyggda hallen. Där fanns även lokaler för blomstergrossister och en bank.
Hallen ägs av en ekonomisk förening där cirka 25 medlemsföretag har sina fasta försäljningsplatser. Utöver prydnadsväxter, krukväxter och snittblommor saluförs bland annat perenner, torkade växter, ris, jord och trädgårdstillbehör. Produkterna kommer från handlarnas egna odlingar i Mälardalen men även från utlandet. Eftersom Trädgårdshallens verksamhet utgörs av partihandel är privatinköp inte möjligt.

## Fasader

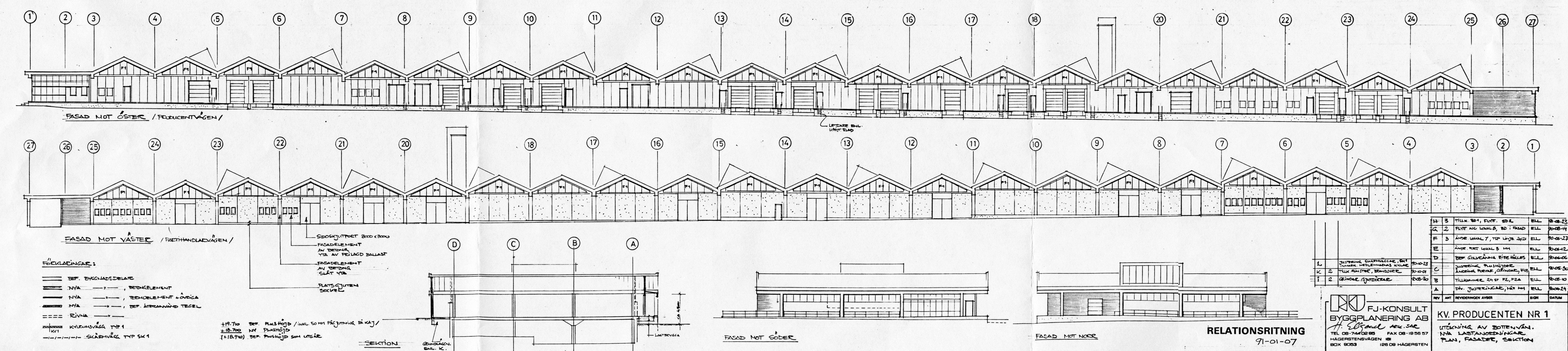
Fasadritning och sektioner för Trädgårdshallen, 1991.

## Bilder

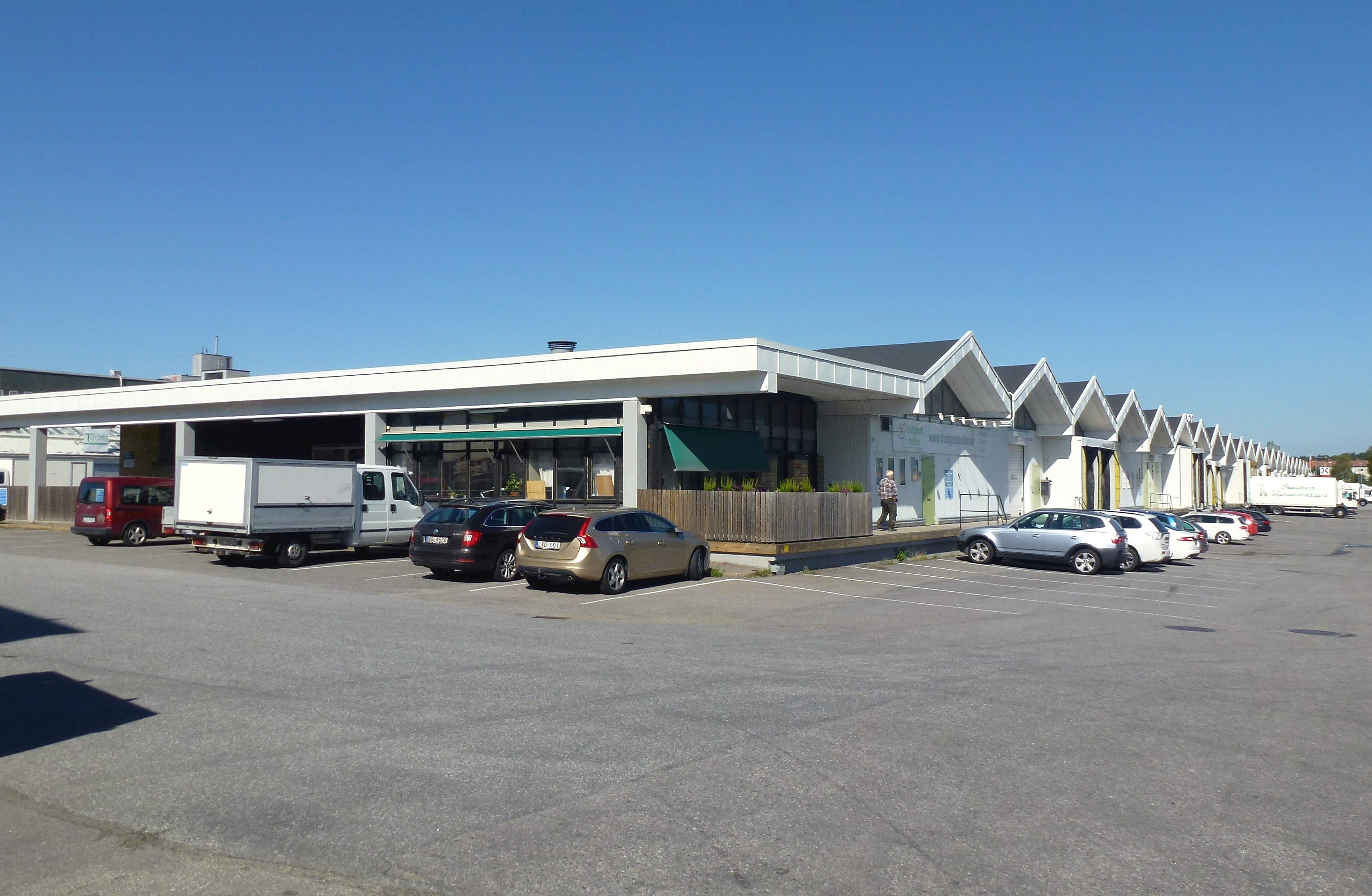
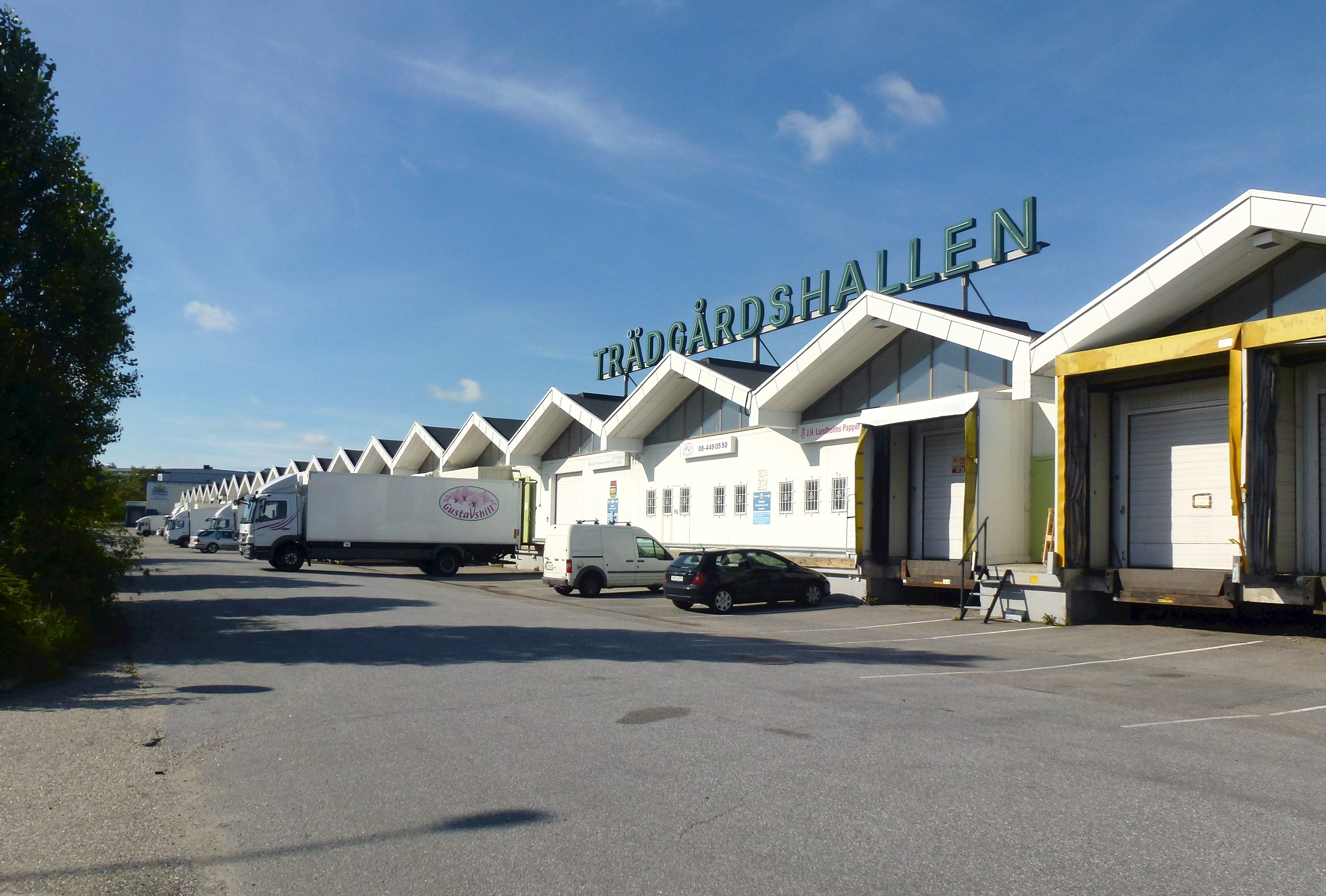
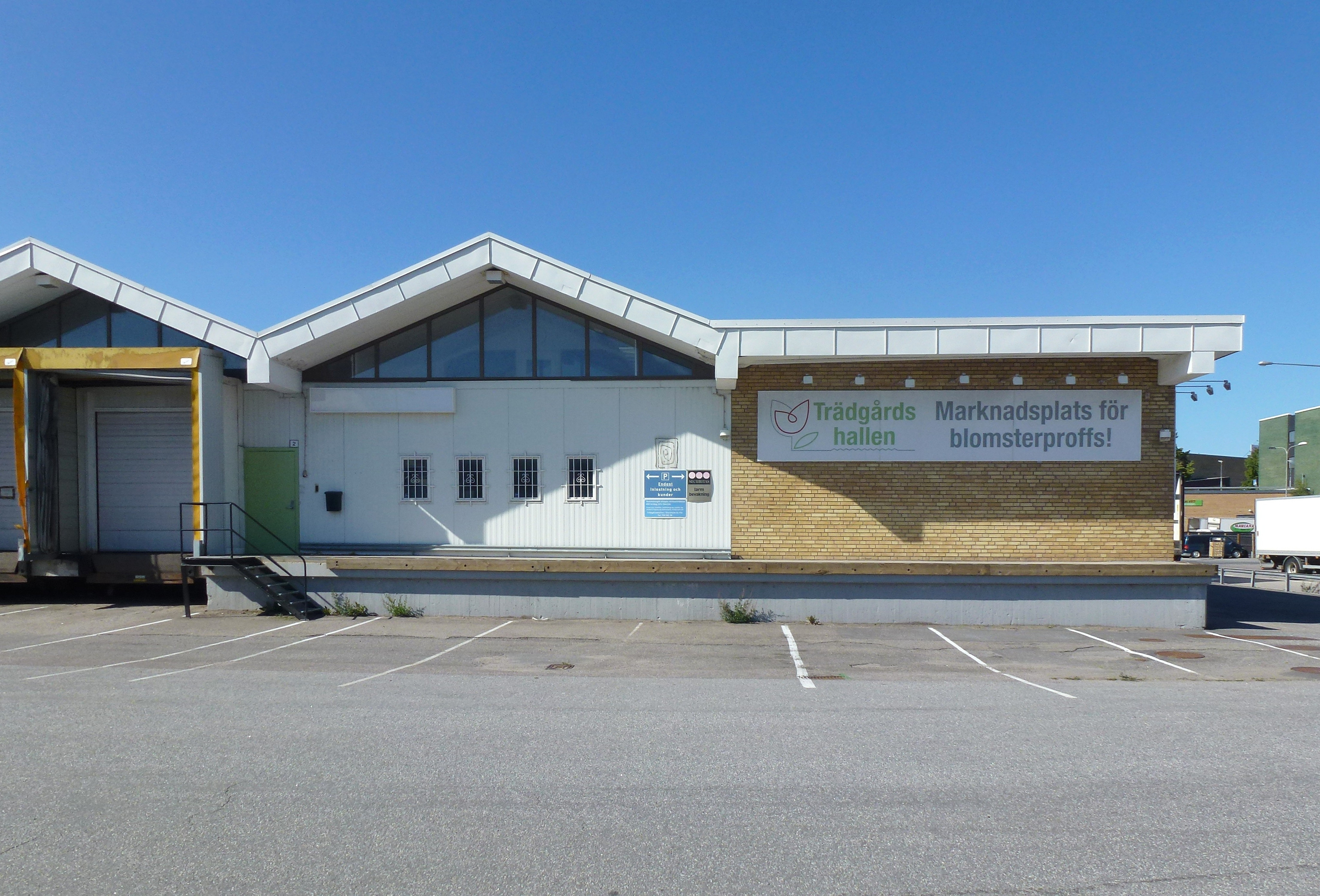
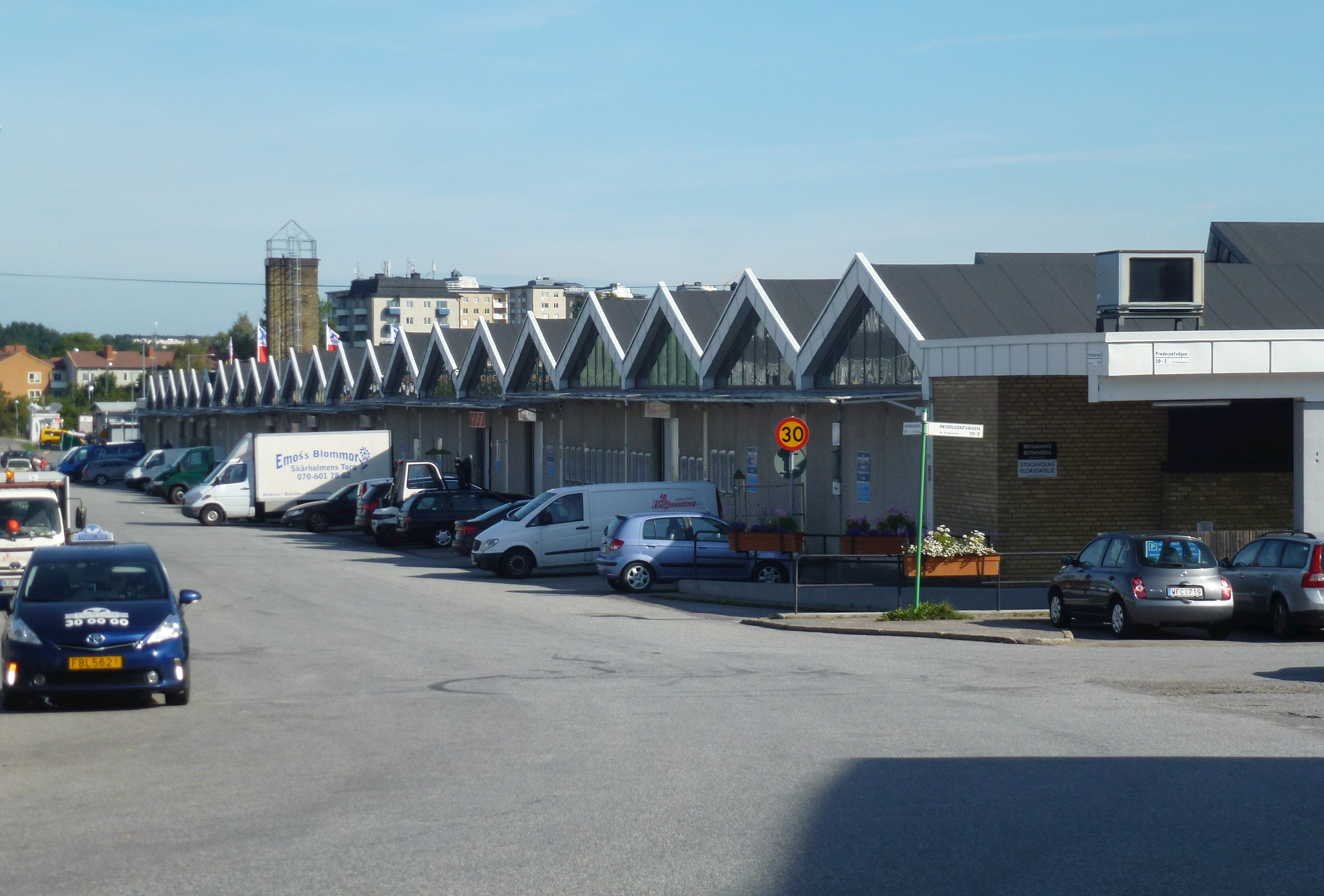

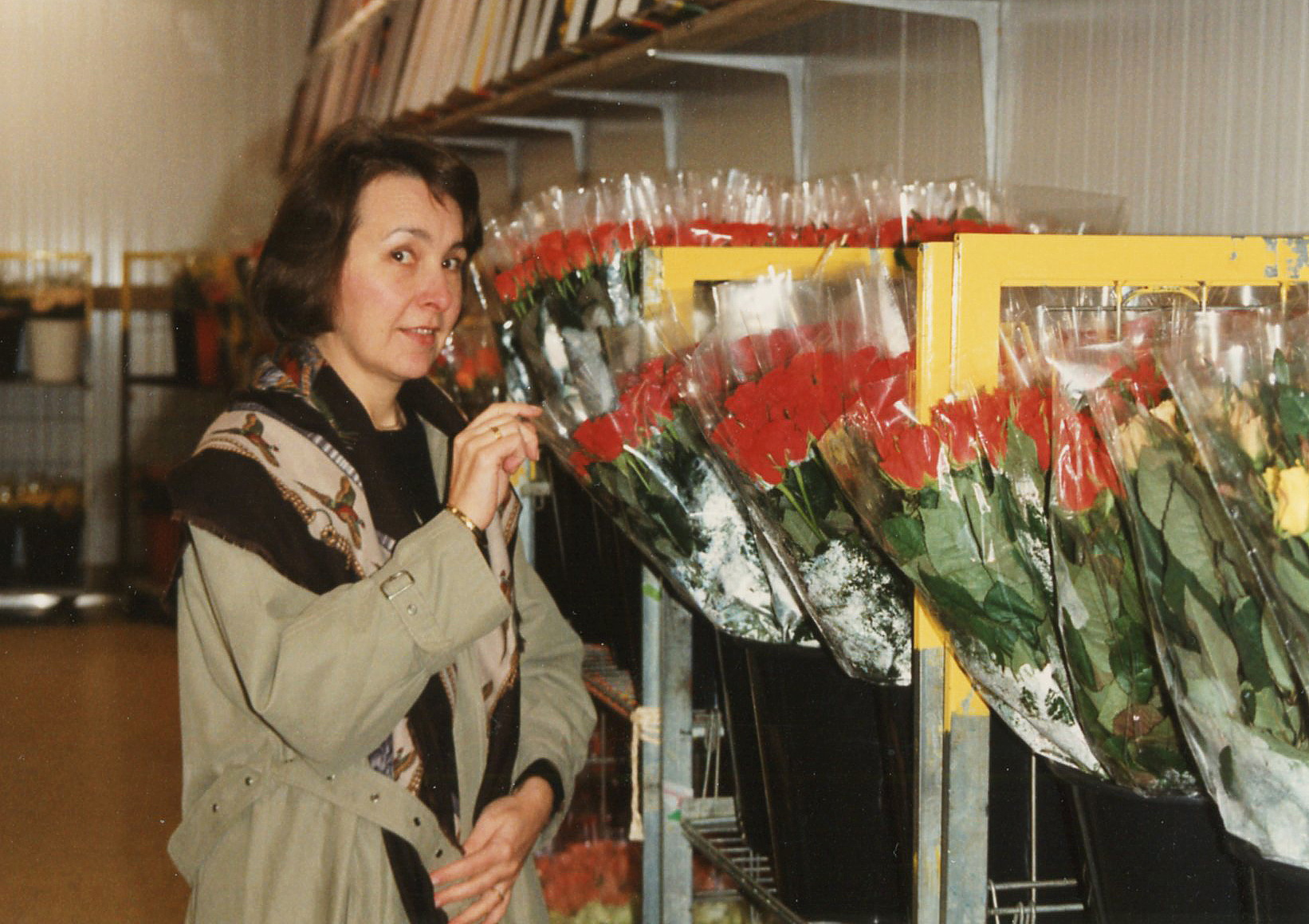
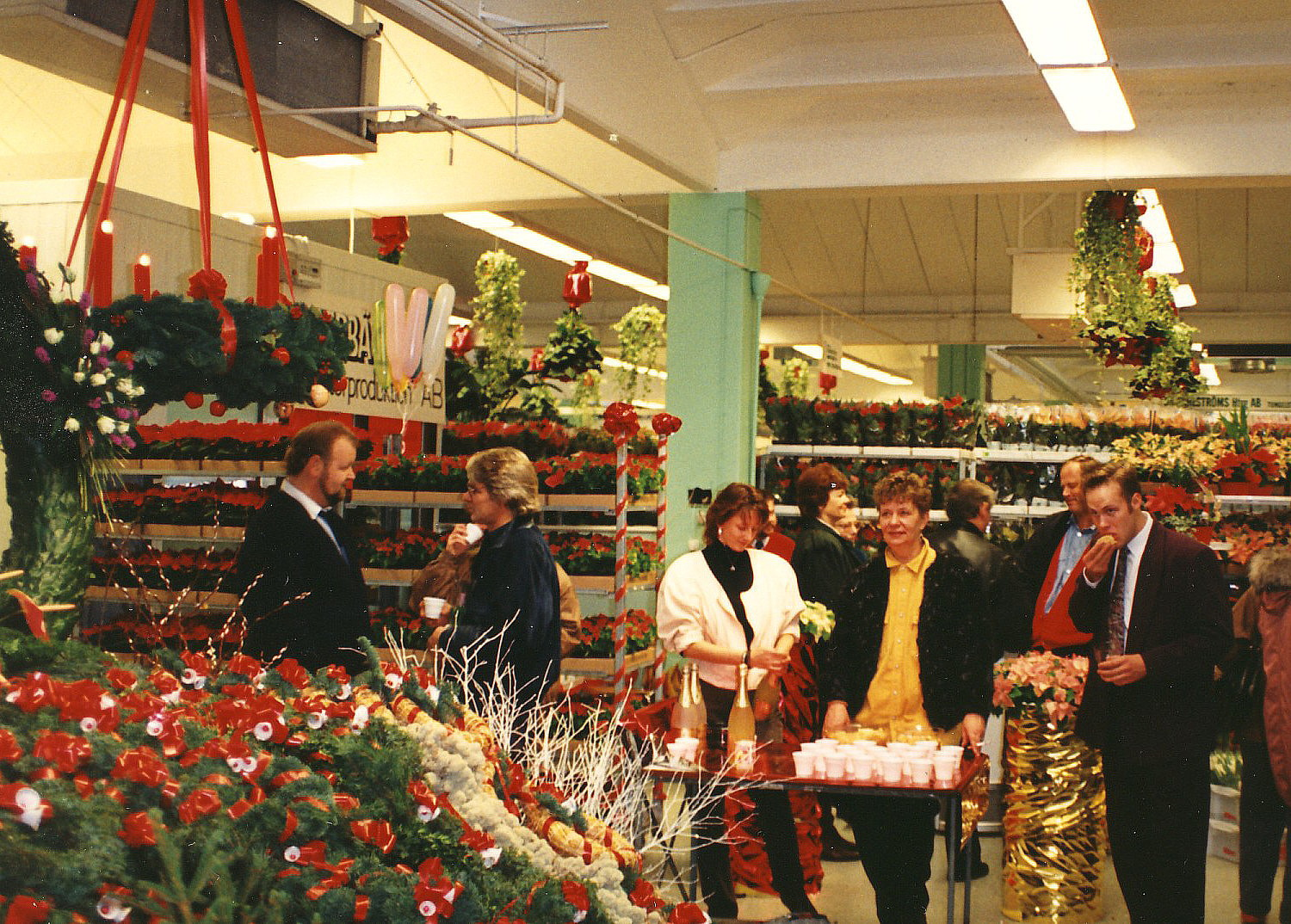
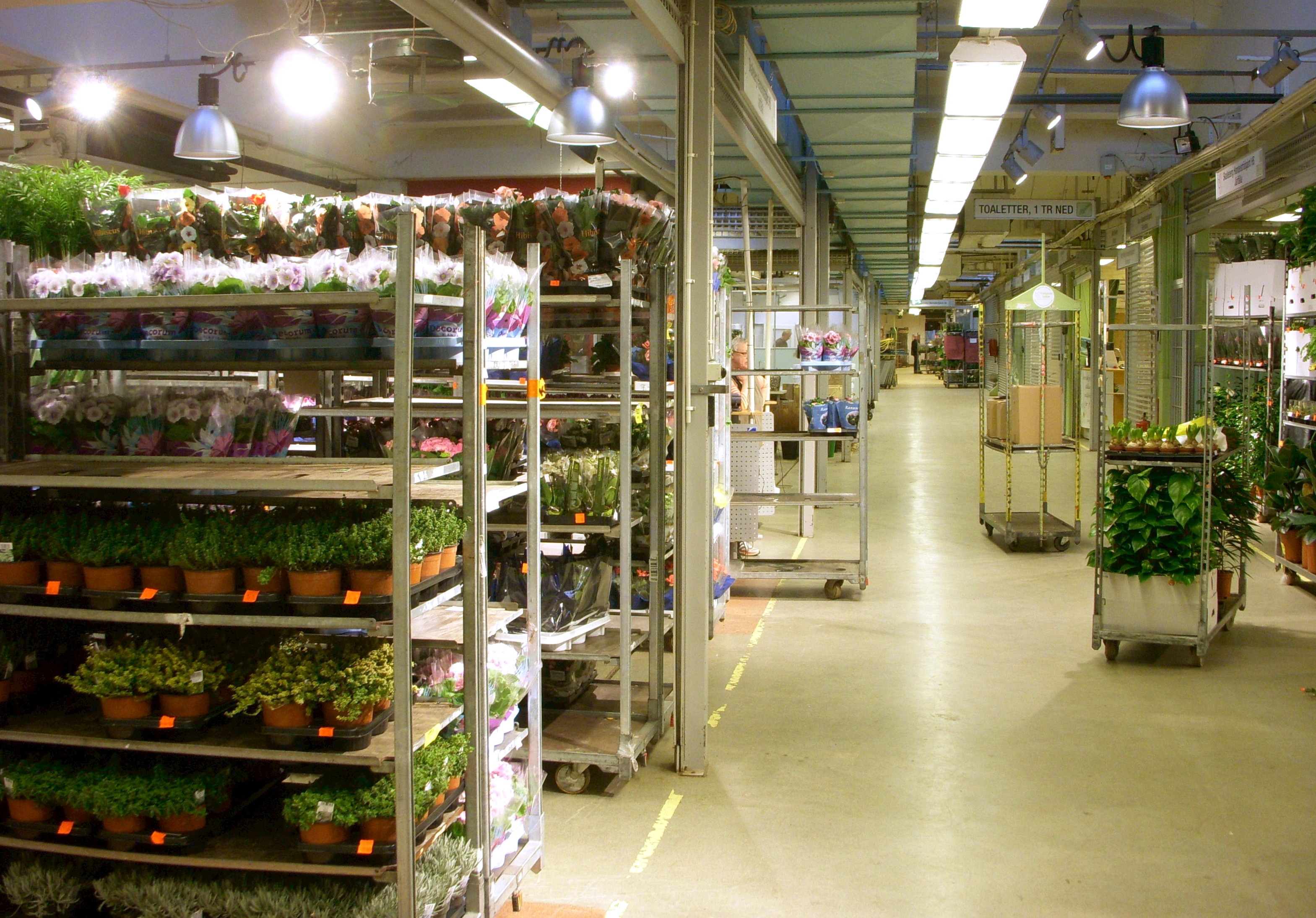
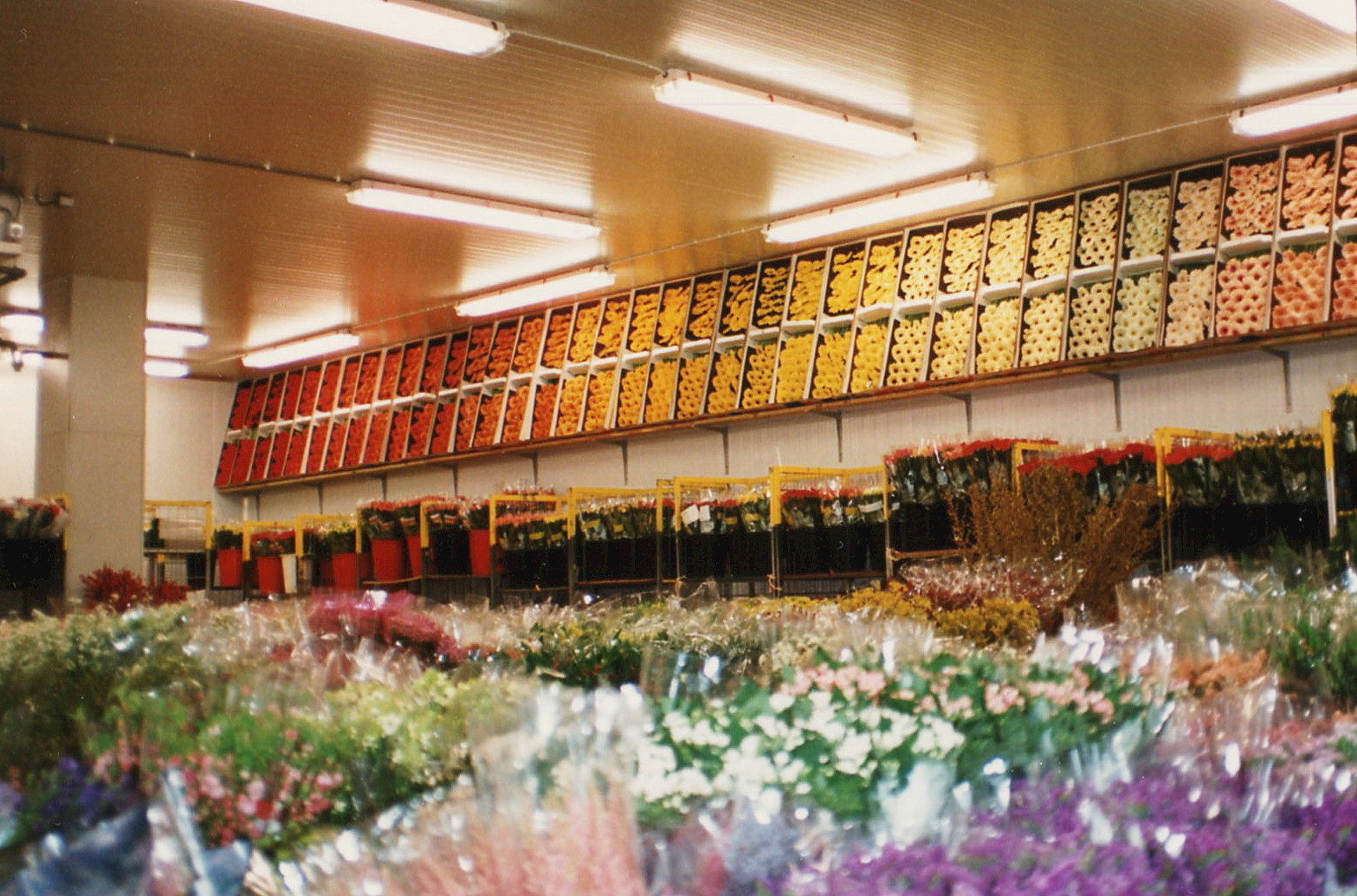

Exteriörbilder
Interiörbilder